# Basingstoke
Basingstoke je grad u Hampshireu, smješten u južnoj Engleskoj preko doline na izvoru rijeke Loddon na zapadnom rubu North Downsa, Ujedinjeno Kraljevstvo. Nalazi se 48 km sjeveroistočno od Southamptona, 77 km jugozapadno od Londona, 43 km zapadno od Guildforda, 35 km južno od Readinga i 32 km sjeveroistočno od okružnog grada i bivše prijestolnice Winchester. Prema procjeni stanovništva iz 2016., grad je imao 113.776 stanovnika. Dio je općine Basingstoke and Deane te parlamentarne izborne jedinice Basingstoke.
Basingstoke je staro trgovište prošireno sredinom 1960-ih, kao rezultat sporazuma između Londonskog županijskog vijeća i Hampshireskog županijskog vijeća. Naglo se razvijao nakon Drugog svjetskog rata, zajedno s raznim drugim gradovima u Ujedinjenom Kraljevstvu. Tržnica Basingstoke spomenuta je u Knjizi Sudnjeg dana iz 1086. te je ostala je mala tržnica do ranih 1960-ih. Početkom Drugog svjetskog rata broj stanovnika iznosio je nešto više od 13.000. Još uvijek ima redovnu tržnicu, ali je sada veća od definicije tržnice koju daje Hampshiresko županijsko vijeće.
Basingstoke je postao važno gospodarsko središte tijekom druge polovice 20. stoljeća. U njemu se nalaze britanska sjedišta tvrtki Motorola, The Automobile Association, De La Rue, Sun Life Financial, ST Ericsson, GAME, Barracuda Networks, Eli Lilly and Company, FCB Halesway, BNP Paribas Leasing Solutions, Sony Professional Solutions i europskog sjedišta TaylorMade Golf Company. Ostale industrije uključuju informatičku tehnologiju, telekomunikacije, osiguranje i elektroniku.